# Mount Maunganui
Mount Maunganui is een voorstad van Tauranga in de regio Bay of Plenty op het noordereiland van Nieuw-Zeeland. Mount Maunganui is ook de naam van een niet meer actieve vulkaan die hoog boven de stad uittorent. In Nieuw-Zeeland noemen ze het The Mount, de berg.
Mount Maunganui is een wordt gezien als een recreatieoord, maar de grote haven van Tauranga ligt op de westelijke oever van de baai. Een grote container terminal en scheepswerf zijn te vinden in Mount Maunganui. De brug, die Mount Maunganui met Tauranga verbindt, is geopend in 1988. Momenteel wordt eenzelfde brug gebouwd om het groeiende verkeer op te kunnen vangen
Er loopt een spoorlijn van Mount Maunganui naar Te Maunga.

## Recreatie
De vulkaan is 232 meter hoog en steekt uit boven de vlakke omgeving. Vroeger stonden hier Māori woningen. Hier zijn nog enkele resten van te zien en het is het hele jaar voor het publiek geopend. Mount Manganui is een populaire vakantiebestemming en een populaire plaats voor gepensioneerden. Er zijn veel activiteiten en het heeft warme zoutwaterbronnen.
Ook staat de baai bekend als een ideale surf locatie. Ieder jaar worden hier de nationale surfkampioenschappen gehouden en diverse andere activiteiten.

## Kunstmatig koraalrif
Bij Mount Manganui wordt Nieuw-Zeelands eerste kunstmatige koraalrif aangelegd. Hoewel in de planning de aanleg NZD 500.000 zou kosten zijn deze opgelopen tot meer dan 1,5 miljoen.

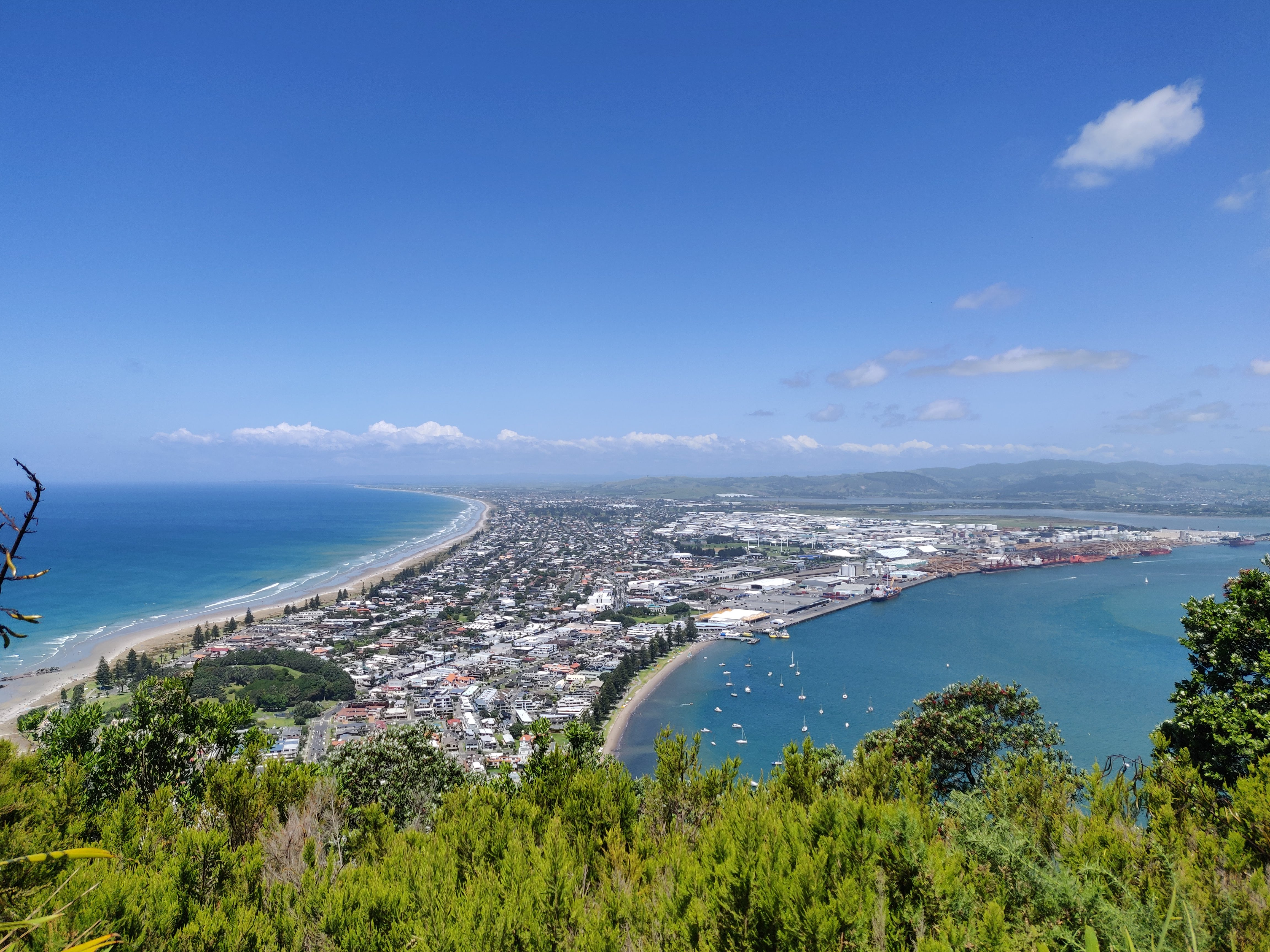
Mount Maunganui gezien vanaf de berg
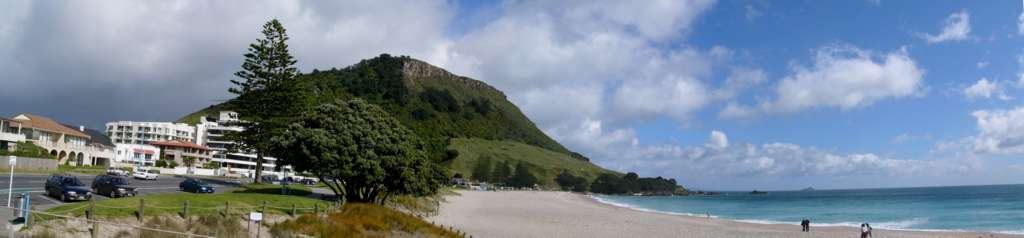
Panorama van Mount Maunganui en het strand
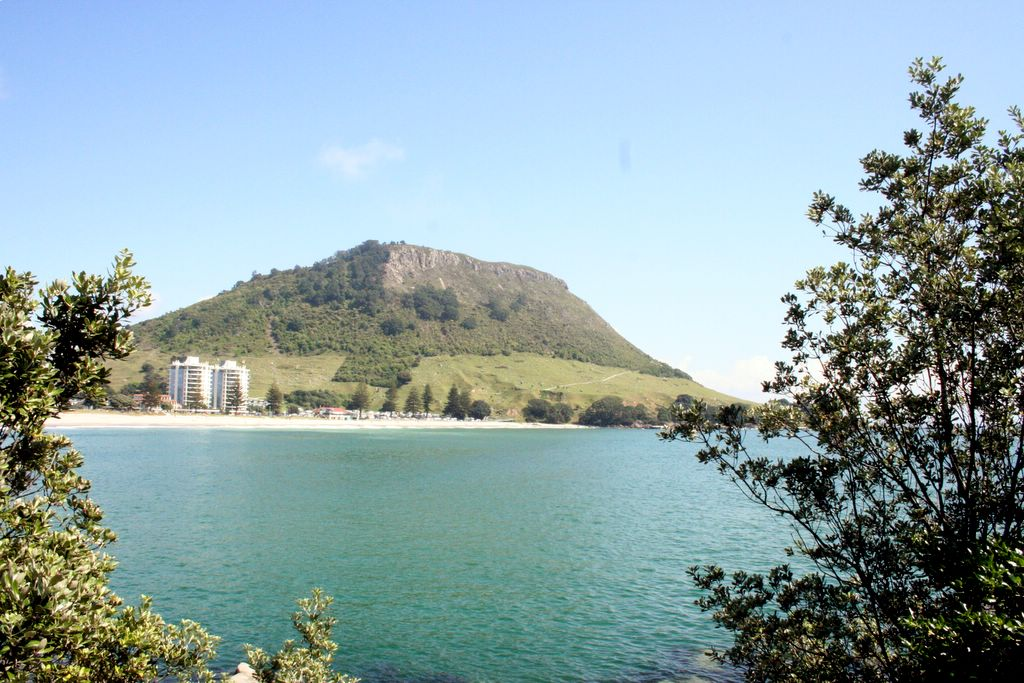
De berg in de zomer